# Операція «Олбані»

Десантування підрозділів 101-ї дивізії в ході операції «Нептун». Операція «Олбані». 6 червня 1944

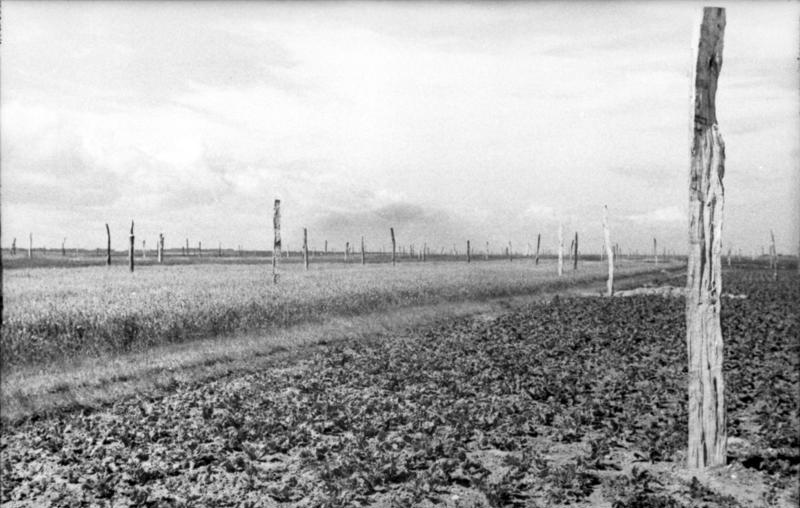
«Спаржа Роммеля» — основні протидесантні загородження німців

Опера́ція «О́лбані» (англ. Mission Albany) — одна зі складових Нормандської повітрянодесантної операції, яка була проведена американськими повітрянодесантними військами 6 червня 1944 на території Франції в ході висадки військ союзників в Нормандії.
Головним завданням цієї операції ставилося проведення парашутне десантування основних сил 101-ї повітрянодесантної дивізії на узбережжя Нормандії.

## Хід операції «Олбані»

### Десантування101-ї дивізії— місія «Олбані»
| Серія | Підрозділ                               | Формування ВТА             | Кіл-сть літаків C-47 | Аеродром зльоту (база ВПС) | Площадка приземлення | Час десантування |
| 1     | Патфайндери                             | 1-й загін патфайндерів ВТА | 3                    | Норт-Вітхам                | A                    | 00:20            |
| 2     | Патфайндери                             | 1-й загін патфайндерів ВТА | 3                    | Норт-Вітхам                | C                    | 00:25            |
| 6A    | Патфайндери                             | 1-й загін патфайндерів ВТА | 2                    | Норт-Вітхам                | C                    | 00:27            |
| 3     | Патфайндери                             | 1-й загін патфайндерів ВТА | 3                    | Норт-Вітхам                | D                    | 00:35            |
| 7     | 2 пдб 502-го пдп                        | 438-ма тактична група ВТА  | 36                   | Грінхем Коммон             | A                    | 00:48            |
| 8     | 3 пдб 502-го пдп                        | 438-ма тактична група ВТА  | 45                   | Грінхем Коммон             | A                    | 00:50            |
| 9     | 1 пдб 502-го пдп                        | 436-та тактична група ВТА  | 36                   | Мембрі                     | A                    | 00:55            |
| 10    | 377-й адн                               | 436-та тактична група ВТА  | 54                   | Мембрі                     | A                    | 01:08            |
| 11    | 1 пдб 506-го пдп                        | 439-та тактична група ВТА  | 45                   | Апоттері                   | C                    | 01:14            |
| 12    | 2 пдб 506-го пдп                        | 439-та тактична група ВТА  | 36                   | Апоттері                   | C                    | 01:20            |
| 13    | 3 пдб 501-го пдп Командування 101-ї пдд | 435-та тактична група ВТА  | 45                   | Велфорд                    | C                    | 01:20            |
| 14    | 1 пдб 501-го пдп                        | 441-ша тактична група ВТА  | 45                   | Меріфілд                   | D                    | 01:26            |
| 15    | 2 пдб 501-го пдп                        | 441-ша тактична група ВТА  | 45                   | Меріфілд                   | D                    | 01:34            |
| 16    | 3 пдб 506-го пдп Рота «C» 326-го іб     | 440-ва тактична група ВТА  | 45                   | Ексетер                    | D                    | 01:40            |

Місія «Олбані» проводилася одночасно з місією «Бостон» силами 101-ї повітряно-десантної дивізії з 00:48 до 01:40 6 червня 1944. 6 928 десантників дивізії знаходилися на борту 432 військово-транспортних літаків С-47 «Скайтрейн», організованих у 10 серій.
Дивізія мала 3 зони висадки, що знаходилися на однієї лінії північніше міста Карантан, уздовж смуги висадки морського десанту на плацдарм «Юта» та позначалися літерами (з півночі на південь) DZ A (502-й парашутно-десантний полк), DZ C (506-й пдп із 3-м парашутно-десантним батальйоном 501-го пдп) та DZ D (501-й пдп із 3-м пдп 506-го пдп) (зона висадки DZ B планувалася для висадки 501-го пдп, але 27 травня у зв'язку зі зміною обстановки ціль скоригували).
У ході проведення місії «Олбані» десантування наразилося на завзятий вогонь зенітних засобів ППО Вермахту, що спричинило велике розсіювання десантників на величезній площі, яка щонайменше удвічі перевищувала заплановану. Дивізія повинна була виконати отримані завдання протягом однієї доби — 6 червня, проте через великі складнощі виконання цих задач тривало протягом 4 діб, не зважаючи навіть на те, що наступного дня дивізія отримала ще 2300 десантників, що висадилися планерами.
Перший ешелон 502-го парашутно-десантного полку, який прямував у напрямку DZ A, був висаджений із великими помилками через труднощі, що виникли на останньому етапі перельоту. 2-й батальйон полку десантувався доволі компактно, але на значній відстані від зони висадки. Решта підрозділів 502-го парашутно-десантного полку з підрозділами 377-го окремого артилерійського дивізіону (70 із 80 бортів) також приземлилася на величезній площі поза межами запланованого району ведення бойових дій.
Друга хвиля літаків, яка десантувала 506-й парашутно-десантний полк дивізії під вогнем зенітної артилерії противника в складних метеоумовах розпалася на дрібні групи і, як результат цього, десант був розкиданий по всьому півострову. Із 87 літаків 3 С-47 було збито зенітним вогнем противника. Дві третини 1-го батальйону полку десантувалися безпосередньо в призначеній зоні висадки DZ С у Сент-Марі-дю-Мон. 2-й пдб був скинутий значно північніше, в районі дії 101-ї дивізії у Сент-Мер-Егліз, і вступив у бій біля маленького хутора Шемінь у виходу з пляжу, який вів до моря. 3-й батальйон 501-го полку, що також десантувався на DZ C із 506-м полком, також був широко розкиданий на всьому узбережжі Нормандії, проте воїни батальйону змогли пробитися до Поупвіля та протягом 6 годин вели запеклий бій з німцями, утримуючи підступи до нього, доки передові підрозділи 4-ї піхотної дивізії не змогли вийти та з'єднатися з повітряним десантом.
501-й парашутно-десантний полк (без 3-го батальйону) під командуванням полковника Говарда Джонсона, із 3-м батальйоном 506-го полку, втративши 6 літаків від зенітного вогню, десантувався найбільш влучно в зону висадки DZ D. 94 із 132 бортів змогли приземлитися у визначеній зоні або на незначній відстані від неї. Проте відразу після приземлення десант потрапив під заздалегідь пристріляний перехресний вогонь кулеметів та мінометів німців, втрачаючи людей ще до того, як вони змогли звільнитися від парашутів. У перші хвилини бою 2 командира батальйонів із 3 були вбиті. Вцілілий командир батальйону підполковник Роберт Баллагд, зібравши 250 чоловік, вивів їх з-під вогню та вирушив у напрямку на головний об'єкт захвату — міст через Дув біля Сен-Ком-дю-Мон. Не доходячи кілометра від мосту американці зіткнулися з передовими загонами 3-го батальйону 1058-го гренадерського полку та вступили в бій.
Командир 501-го полку полковник Ховард Джонсон, зібравши 150 десантників до 4 годин ранку, успішно захопив один із ключових об'єктів 101-ї дивізії — дамбу Ла-Багет (фр. la Barquette lock), у ніжній течії Дуву, який слугував центром меліоративної системи та відіграв значну роль в оборонних планах Вермахту. До 4:30 також були захоплені два пішохідні мости біля Ле-порте. В подальшому полковник Джонсон доклав зусиль, щоб організувати міцну оборону, зосереджуючи війська у визначеному районі для атаки міста Сен-Ком-дю-Мон, але, незважаючи навіть на артилерійську підтримку корабельною артилерією важкого крейсера «Квінсі», задача не була виконана. Полк не зміг із ходу захопити Сен-Ком-дю-Мон і був вимушений вести тривалі бої.
327-й планерно-десантний полк під командуванням полковника Джорджа Веа приземлився на території Нормандії на світанку з початком вторгнення основних сил морського десанту — 4-ї піхотної дивізії — на плацдарм «Юта». Третій батальйон (1/401-го планерно-десантного полку) висадився невдовзі після полудня. Артилерія дивізії, яка десантувалася, внаслідок розкидання на значній відстані втратила усі артилерійські системи за винятком однієї.

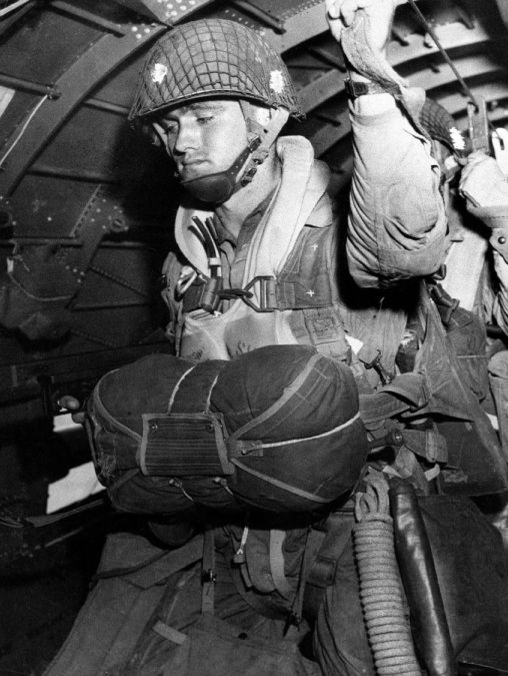
Десантник перед стрибком. 6 червня 1944 року

Підсумком операції, незважаючи на труднощі, що виникли на етапі десантування, стало захоплення та утримання виходів із пляжу та з'єднання з підрозділами 4-ї піхотної дивізії. Поруч із цим, одне з головних завдань — виведення з ладу шосейного мосту через Дув, через який німці мали можливість прорватися танковими підрозділами до району дій десантників та плацдарму — залишалося невиконаним.

## Відео
- D-Day Minus One (1945)(англ.)